# Pielinen
Der ganz im Osten Finnlands gelegene See Pielinen [ˈpiɛlinɛn] (finnisch auch Pielisjärvi, schwedisch Pielisjärvi) ist mit 894,2 km² der viertgrößte See des Landes.
Er ist rund 93 km lang und an der breitesten Stelle rund 28 km breit. Im Pielinen gibt es etwa 2000 Inseln. Der wichtigste Zufluss, der Lieksanjoki, mündet bei Lieksa am Ostufer des Sees in den Pielinen. Der Pielisjoki entwässert den See zum südlich gelegenen Pyhäselkä, welcher Teil des Saimaa-Seensystems ist.
Am Westufer befindet sich der bekannte Nationalpark Koli mit dem gleichnamigen Berg Koli, von dem man eine reizvolle Aussicht über den See genießen kann. An der Nordspitze liegt die idyllische Kleinstadt Nurmes, am Ostufer die Stadt Lieksa.
Der am 18. September 1939 entdeckte Asteroid (1536) Pielinen ist nach dem See benannt.